# Don Bosco (Buenos Aires)
Don Bosco es una ciudad y estación de FF.CC., en el nordeste del partido de Quilmes (sur del Gran Buenos Aires, en la provincia de Buenos Aires, Argentina). Antes denominada "Estación km 13", tomó el nombre de Don Bosco por la influencia de las congregaciones salesianas y de las Hermanas de María Auxiliadora ubicadas en Bernal;  4 de noviembre de 1929.
Don Bosco se alza rodeando las vías del ferrocarril Roca. Su estación es la sexta desde Plaza Constitución. 

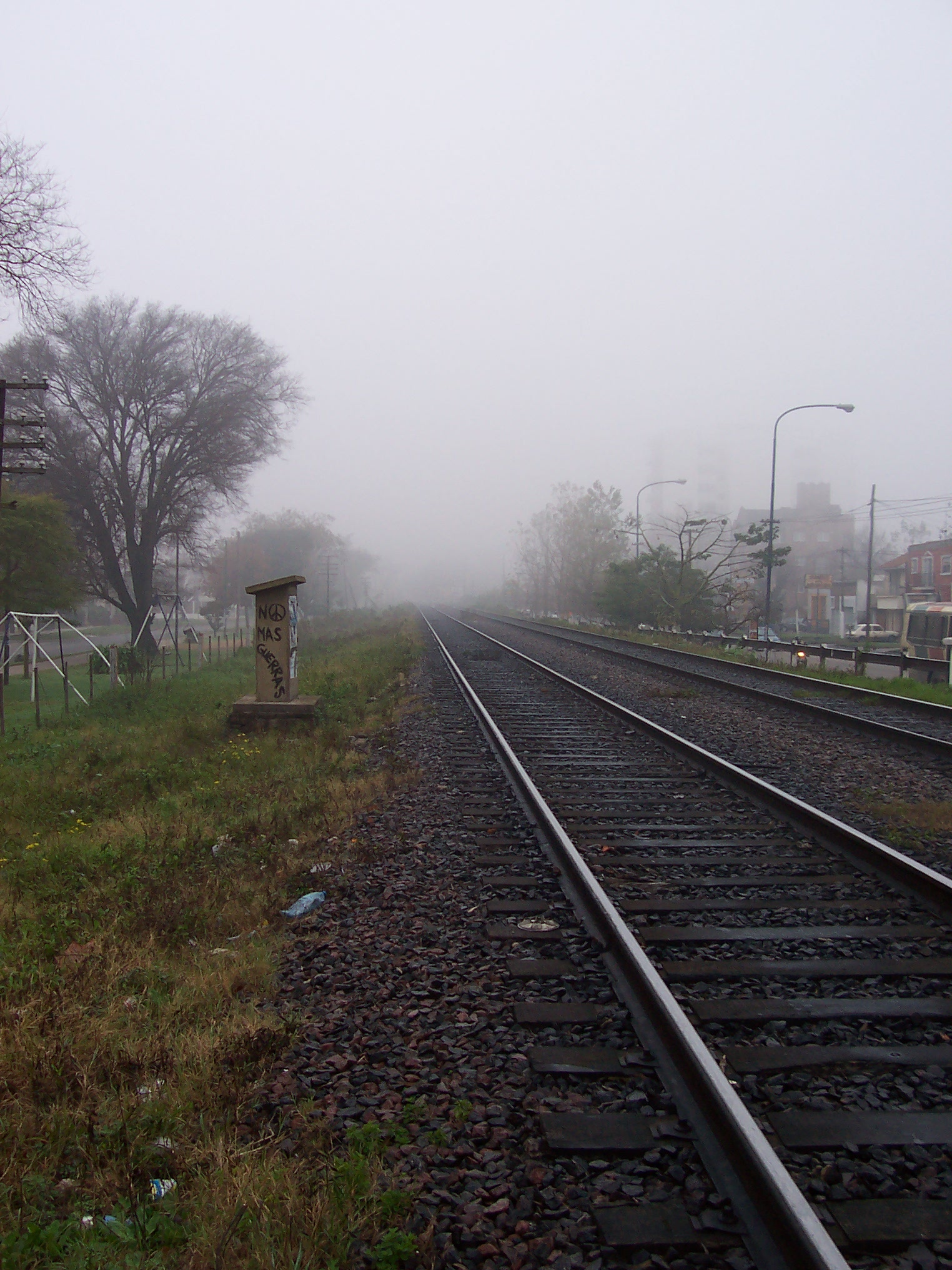
Don Bosco - Vista de las vías.

Es una localidad en su mayoría residencial, con un pequeño sector comercial cercano a la estación. 
Don Bosco cuenta con una pequeña biblioteca, la biblioteca "Dra. Liberia Rovere", ubicada en la calle Ciudadela 2158. También cuenta con los clubes Don Bosco y Libertad.
Esta localidad fue la primera en el mundo en llevar el nombre del Santo San Juan Bosco.
En esta localidad se encuentra la famosa Villa Itatí, una de las villas de emergencia más pobladas del Gran Buenos Aires.

## Historia de Don Bosco
- 1580 a partir de la fundación de Buenos Aires por Juan de Garay, se produce el reparto de las tierras cercanas. Corresponde el actual barrio de Don Bosco, en ese entonces, a Luis Gaytan. A partir de ese momento fueron modelándose las diversas estancias que ocuparían dicho territorio.
- 1666 el primer poblado al sur del Riachuelo: la Reducción de la Santa Cruz de los Indios Quilmes. La llegada de los otros pobladores, criollos y españoles dedicados al comercio y contrabando de cueros vacunos, dará origen al establecimiento de las estancias generando el desarrollo económico de la zona.
- 14 de agosto de 1812 decreto dando por terminada la Reducción y se ordena el trazado del pueblo de Quilmes.
- 1818, tarea concretada con la confección de los planos del partido por el agrimensor Francisco Mesura.
- 1929. El 16 de noviembre se inauguró la estación Don Bosco (esta ya existía anteriormente, pero su nombre era KM.13).[1]
- 1979. El 25 de noviembre de ese año se celebraron las bodas de oro del pueblo de Don Bosco y fue declarado ciudad.[1]

## Parroquias de la Iglesia católica en Don Bosco
| Diócesis   | Quilmes                                        |
| ---------- | ---------------------------------------------- |
| Parroquias | San Juan Bosco, Nuestra Señora de la Esperanza |